# Kristian Fulton
Pour les articles homonymes, voir Fulton.
(en) Statistiques sur pro-football-reference
Kristian Michael Shaw Fulton, né le 3 septembre 1998 à La Nouvelle-Orléans, est un sportif professionnel américain de football américain jouant au poste de Cornerback depuis la saison 2020 dans la National Football League (NFL) et pour la franchise des Chiefs de Kansas City depuis 2025.
Sélectionné en 61e choix global lors du troisième tour de la draft 2020 par la franchise des Titans du Tennessee,, il y signe son contrat rookie de quatre ans le 27 juillet 2020.
Libéré au terme de ce contrat, il s'engage le 28 mars 2024 avec les Chargers de Los Angeles puis rejoint les Chiefs le 13 mars 2025 où il signe un contrat de deux ans pour 20 millions de dollars,.
Auparavant, au niveau universitaire, Fulton a joué pendant quatre saisons (2016-2019) dans la NCAA Division I FBS pour les Tigers de l'université d'État de Louisiane où il remporte le titre national au terme de la saison 2019 en battant les Tigers de Clemson 42 à 25.

## Palmarès
- Vainqueur du College Football Championship Game 2020 au terme de la saison 2019 avec LSU ;
- Sélectionné dans la deuxième équipe de la conférence SEC en 2019.